# Landesregierung Andrass Samuelsen

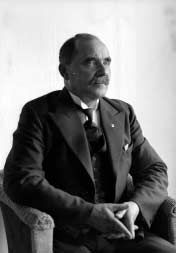
Andrass Samuelsen

Die Landesregierung mit Andrass Samuelsen als Ministerpräsident (Løgmaður) war die erste Regierung der Färöer nach Erlangung der inneren Selbstverwaltung durch das färöische Autonomiegesetz (heimastýrislógin) vom März 1948.

## Regierung
Die Regierung wurde am 12. Mai 1948 gebildet und bestand bis zum 15. Dezember 1950. Es war eine Koalition aus Sambandsflokkurin, Javnaðarflokkurin und Sjálvstýrisflokkurin, die von Andrass Samuelsen vom Sambandsflokkurin angeführt wurde.
Louis Zachariasen vom Sjálvstýrisflokkurin war stellvertretender Ministerpräsident sowie Minister ohne Geschäftsbereich. Die beiden anderen Minister, Kristian Djurhuus vom Sambandsflokkurin und Jóan Petur Davidsen vom Javnaðarflokkurin, waren ebenfalls ohne Geschäftsbereich.
Mit dieser Regierungsbildung wurde das Amt des Løgmaður auf den Färöern wiederhergestellt, dass im Jahr 1816 abgeschafft worden war.

## Mitglieder
Mitglieder der Landesregierung Andrass Samuelsen vom 12. Mai 1948 bis zum 15. Dezember 1950:
| Aufgabenbereich                                              | Minister            | Minister | Partei                   |
| ------------------------------------------------------------ | ------------------- | -------- | ------------------------ |
| Ministerpräsident (Løgmaður)                                 | Andrass Samuelsen   |          | B – Sambandsflokkurin    |
| Stellvertr. Ministerpräsident Minister ohne Geschäftsbereich | Louis Zachariasen   |          | D – Sjálvstýrisflokkurin |
| Minister ohne Geschäftsbereich                               | Kristian Djurhuus   |          | B – Sambandsflokkurin    |
| Minister ohne Geschäftsbereich                               | Jóan Petur Davidsen |          | C – Javnaðarflokkurin    |